# Z wie Zorro
Z wie Zorro (jap. 怪傑ゾロ, Kaiketsu Zorro, dt. etwa: „der außergewöhnliche Zorro“) ist eine japanisch-italienische Koproduktion aus dem Jahre 1995. In Deutschland lief die Serie, die frei von der bekannten Romanfigur Zorro handelt, erstmals ab 1995 auf RTL 2 und ab März 2000 auf tm3. 

## Handlung
Das frühe 19. Jahrhundert: Nach Jahren des Studiums kehrt der 18-jährige Adlige Don Diego de la Vega aus Spanien zurück in seine Heimat Kalifornien. Dort muss der blonde Jüngling feststellen, dass die spanische Armee, unter der Führung eines tyrannischen Gouverneurs und Generals, die Bevölkerung unterdrückt und unter ihrem Joch hält. Steuererhöhungen, Willkür und Grausamkeit der Soldaten und Hinrichtungen stehen auf der Tagesordnung. Diego, mit einem ausgeprägten Gerechtigkeitssinn, will nicht tatenlos zusehen. Um seine Freunde und seinen Vater, einen angesehenen adligen Großgrundbesitzer, nicht zu gefährden, tritt er maskiert als Rächer Zorro in Erscheinung, um der Armee Widerstand zu leisten und um die Bevölkerung zu verteidigen. Bei der Bevölkerung trifft Zorro auf Sympathie und Unterstützung.

## Charaktere
- Zorro: Der Verteidiger und Rächer der Bevölkerung, dessen wahre Identität weithin unbekannt ist. Er trägt schwarze Kleidung (Maske, Hut, Umhang) und ist ein meisterhafter Reiter und Fechter.
- Don Diego de la Vega: Besitzt ausgesprochenen Mut und Sinn für Gerechtigkeit. Um in seinem Ansinnen, als Zorro Widerstand gegen die spanische Armee zu leisten, nicht aufzufallen, gibt sich Diego selbst jedoch als fauler und feiger Taugenichts aus.
- Lolita Prideaux: Das hübsche 17-jährige Mädchen ist der Schwarm von Diego. Die beiden sind seit Kindheitstagen befreundet. Sie jedoch hat eine Schwäche für den tapferen Zorro, während sie Diego, aus den bekannten Gründen, für einen Feigling und Nichtsnutz hält und sich über seine Wandlung seit seiner Rückkehr wundert.
- Don Alejandro de la Vega: Er ist Diegos 48 Jahre alter Vater, ein strenger aber gerechter Mann. Obwohl mit den Besatzern nicht einverstanden, fügt er sich dennoch ihrem Willen. Trotz der Faulheit seines Sohnes vermutet er, dass er Zorro ist.
- Bernard: Ein 9-jähriger Waise, der von den Vegas adoptiert wurde und als vollwertiges Familienmitglied angesehen wird. Der tapfere, aufgeweckte Junge findet heraus, dass Diego sein Idol Zorro ist und hilft ihm nun häufiger als „Kleiner Zorro“. Er wird ständig von seiner Bulldogge Figaro begleitet.
- Don Carlos Prideaux: Der Vater von Lolita ist wie Don Alejandro ein reicher Adliger. Wenngleich ebenfalls nicht mit der Armee einverstanden, leistet er keinen Widerstand, um seinen Status und seine Familie nicht zu gefährden.
- Viento: Zorros Schimmel ist ein treues und edles Ross, das sich durch seine Tapferkeit auszeichnet.
- Der Gouverneur/General: Der Gouverneur von Südkalifornien ist nicht per se ein schlechter Mensch. Viel mehr hat er keine rechte Ahnung davon, was in seinem Land vorgeht und wird von Kommandant Raymond immer wieder manipuliert und getäuscht, was das Zusammenspiel von Zorro und diversen Vorfällen in der Armee angeht. Er ist sich der Loyalität seiner untergebenen Offiziere sicher und ahnt nicht, dass er sich zumindest später in der Serie damit immer wieder einer großen Gefahr aussetzt.
- Captain Raymond: Der selbstsüchtige und grausame Raymond ist der ranghöchste Offizier unter dem General, aber diesem nicht treu ergeben. Stattdessen plant er selbst die Übernahme der Macht. Er kommandiert die Nationalgarde und besitzt keinerlei Skrupel vor schmutzigen Aktionen gegen die Bevölkerung.
- Leutnant Gabriel: Gabriel ist Leutnant der Nationalgarde und erhält seine Befehle direkt von Raymond. Obwohl ein äußerst fähiger und tapferer Soldat, ist auch er grausam, arrogant und skrupellos. Insgeheim hofft er, eines Tages Raymond als Captain abzulösen.
- Sergenant Gonzales: Ein naiver und treudoofer Offizier der spanischen Armee und kein allzu begnadeter Soldat. Er untersteht Gabriel. Obwohl im Grunde ein guter Mensch, führt er die ihm erteilten Befehle aus.
- Captain Jekyll: Ein weiterer hoher spanischer Offizier. Obwohl auch er einen hohen Gerechtigkeitssinn besitzt pocht er auf die Einhaltung der Gesetze, da er glaubt, Spanien könnte für Ruhe und Wohlstand in der Bevölkerung sorgen.[2]

## Synchronisation
| Charakter                | Japanischer Sprecher (Seiyū) | Deutscher Sprecher                               |
| ------------------------ | ---------------------------- | ------------------------------------------------ |
| Diego de La Vega/Zorro   | Toshihiko Seki               | David Nathan                                     |
| Lolita Prideaux          | Maria Kawamura               | Melanie Hinze                                    |
| Bernard/Zorro Jr.        | Rika Matsumoto               | Fabian Schwab                                    |
| Don Alejandro de la Vega | Ikuya Sawaki                 | Peter Groeger                                    |
| Maria                    | Atsuko Mine                  | Renate Rennhack                                  |
| Don Carlos Prideaux      | Shouzou Iizuka               | Gerd Holtenau                                    |
| Caterina Prideaux        | Kumiko Takizawa              | Friederike Aust                                  |
| Captain Raymond          | Juurouta Kosugi              | Walter Alich                                     |
| Leutnant Gabriel         | Ken’yū Horiuchi              | Matthias Klages                                  |
| Sergeant Pedro Gonzales  | Kōzō Shioya                  | Alexander Herzog                                 |
| Hauptmann Jekyll         | Shigezou Sasaoka             | Jan Spitzer (14, 15, 18) Michael Telloke (24–52) |
| Señor Capital            | Jun Hazumi                   | Wolf Rüdiger Reutermann                          |
| Generalgouverneur        | Osamu Saka                   | Herbert-Günther Schmidtke                        |

## Ausstrahlung
Insgesamt wurden 1995 52 Episoden mit einer Länge von jeweils ca. 25 Minuten produziert. Die Erstausstrahlung erfolgte auf dem Deutschen Fernsehsender RTL II. Die Japanische Erstausstrahlung erfolgte erst etwa ein Jahr später durch den Sender NHK.

## Veröffentlichungen
1995 erschienen vom „Z wie Zorro“-Anime 5 VHS-Kassetten auf Deutsch mit jeweils 1 – 3 Episoden (insgesamt 13 der 52 Folgen) von Starlight Video, die 2000 von Cine Plus erneut aufgelegt wurden.
2008 erwarb der deutsche Vertrieb NEW KSM die Lizenzen einiger Anime-Serien, darunter auch Z wie Zorro und veröffentlichte die Serie Ende 2008 und Anfang 2009 komplett in zwei DVD-Boxen, jedoch nur mit der deutschen TV-Synchronisation.

## Episodenliste
Die japanische Erstausstrahlung war vom 5. April 1996 bis zum 28. März 1997 auf dem japanischen Fernsehsender NHK zu sehen.
| Nr. | Deutscher Titel                        | Originaltitel              | Erstausstrahlung Japan | Deutschsprachige Erstausstrahlung (D) |
| --- | -------------------------------------- | -------------------------- | ---------------------- | ------------------------------------- |
| 1   | Diego                                  | 正義のサインは“Z”          | 5. Apr. 1996           | –                                     |
| 2   | Weindiebe                              | リトル・ゾロ登場           | 12. Apr. 1996          | –                                     |
| 3   | Der Brandstifter                       | ガブリエルの陰謀           | 19. Apr. 1996          | –                                     |
| 4   | Der Verräter                           | 友よ、目をさませ!          | 26. Apr. 1996          | –                                     |
| 5   | Blutsbande                             | かくされた父の秘密         | 3. Mai 1996            | –                                     |
| 6   | Die Falle mit dem Edelstein            | 赤い宝石の罠               | 10. Mai 1996           | –                                     |
| 7   | Die Erbin                              | ねらわれた遺産             | 17. Mai 1996           | –                                     |
| 8   | Die Sache mit der Astrologie           | 殺しのフラメンコ・ギター   | 24. Mai 1996           | –                                     |
| 9   | Der Piratenschatz                      | 海賊の宝をさがせ           | 31. Mai 1996           | –                                     |
| 10  | Das blaue Auge                         | 幽霊になったディエゴ       | 7. Juni 1996           | –                                     |
| 11  | Falschmünzer                           | リトル・ゾロの大冒険       | 14. Juni 1996          | –                                     |
| 12  | Die falsche Comtessa                   | 迷犬フィガロの初手柄       | 21. Juni 1996          | –                                     |
| 13  | Erwachsen werden ist ganz schön schwer | 大活躍!リトル騎士          | 28. Juni 1996          | –                                     |
| 14  | Die roten Wölfe                        | 危険な駅馬車               | 5. Juli 1996           | –                                     |
| 15  | Der Kuss                               | ロリタのキスは誰のもの?    | 12. Juli 1996          | –                                     |
| 16  | Das japanische Schwert                 | ジパングの宝刀             | 19. Juli 1996          | –                                     |
| 17  | Zorro in Nöten                         | 追いつめられたゾロ         | 26. Juli 1996          | –                                     |
| 18  | Der clevere Detektiv                   | 名探偵ディエゴ             | 2. Aug. 1996           | –                                     |
| 19  | Ein Haus voller Überraschungen         | 恐怖のカラクリ館           | 9. Aug. 1996           | –                                     |
| 20  | Rache an Zorro                         | ゾロに復讐する少年         | 16. Aug. 1996          | –                                     |
| 21  | Traumschwingen                         | 飛べ!夢の翼                | 23. Aug. 1996          | –                                     |
| 22  | Ein böses Missverständnis              | オレは泥棒じゃない!        | 30. Aug. 1996          | –                                     |
| 23  | Die Braut ist Spanierin                | スペインからきた花嫁       | 6. Sep. 1996           | –                                     |
| 24  | Raymond, der Feind des Volkes          | 民衆の敵レイモン!          | 13. Sep. 1996          | –                                     |
| 25  | Tränen eines Clowns                    | ピエロの涙                 | 20. Sep. 1996          | –                                     |
| 26  | Pepita, die Lügnerin                   | 嘘つき少女ペピータ         | 27. Sep. 1996          | –                                     |
| 27  | Kampf um die Juwelen                   | おてんば奥様とリトル・ゾロ | 4. Okt. 1996           | –                                     |
| 28  | Die verwunschenen Ruinen               | 呪われた遺跡               | 11. Okt. 1996          | –                                     |
| 29  | Mona Lisa weint                        | モナリザは泣いている       | 18. Okt. 1996          | –                                     |
| 30  | Gonzales ist verliebt                  | 初恋しました!ゴンザレス    | 25. Okt. 1996          | –                                     |
| 31  | Dummheit schützt vor Strafe nicht      | 南インド貿易の悪だくみ     | 1. Nov. 1996           | –                                     |
| 32  | Der betrunkene Doktor                  | 酔いどれ医者のメス         | 8. Nov. 1996           | –                                     |
| 33  | Der falsche Herzogssohn                | とんだ貴公子               | 15. Nov. 1996          | –                                     |
| 34  | Zorro muss sterben                     | ゾロ暗殺指令               | 22. Nov. 1996          | –                                     |
| 35  | Gonzales’ grosse Liebe                 | こりずに恋したゴンザレス   | 29. Nov. 1996          | –                                     |
| 36  | Zorros Entdeckung                      | ついにバレた!ゾロの正体!?  | 6. Dez. 1996           | –                                     |
| 37  | Diego und die Bande                    | ディエゴがグレた!?         | 13. Dez. 1996          | –                                     |
| 38  | Die Erfinderin legt los                | 謎の発明オバサン登場!      | 20. Dez. 1996          | –                                     |
| 39  | Ein stürmischer Kampf                  | 嵐の中の戦い               | 27. Dez. 1996          | –                                     |
| 40  | Lady Zorro                             | 偽ゾロは女剣士             | 3. Jan. 1997           | –                                     |
| 41  | Die falschen Nonnen                    | ロリタよ銃を取れ!          | 10. Jan. 1997          | –                                     |
| 42  | Die magische Falle                     | ニンジャ・マジックの罠     | 17. Jan. 1997          | –                                     |
| 43  | Die Schöne und das Monster             | 怪物があらわれた!?         | 24. Jan. 1997          | –                                     |
| 44  | Gabriels Rebellion                     | ガブリエルの謀反           | 31. Jan. 1997          | –                                     |
| 45  | Göttliche Einmischung                  | 神の森の伝説               | 7. Feb. 1997           | –                                     |
| 46  | Der doppelte Zorro                     | ゾロの首飛んだ!            | 14. Feb. 1997          | –                                     |
| 47  | Der Gouverneur als Pfand               | 総督誘拐大作戦             | 21. Feb. 1997          | –                                     |
| 48  | Der aufrechte Soldat                   | 正義の軍人ブラシド         | 28. Feb. 1997          | –                                     |
| 49  | Die Kanone                             | さらば軍よ                 | 7. März 1997           | –                                     |
| 50  | Weg mit den Kanonen                    | 悪魔の大砲を壊せ!          | 14. März 1997          | –                                     |
| 51  | Der Anfang vom Ende                    | レイモン・崩壊への序曲     | 21. März 1997          | –                                     |
| 52  | Der Sieg der Gerechtigkeit             | 正義の剣は永遠に           | 28. März 1997          | –                                     |